# 1818년 조약

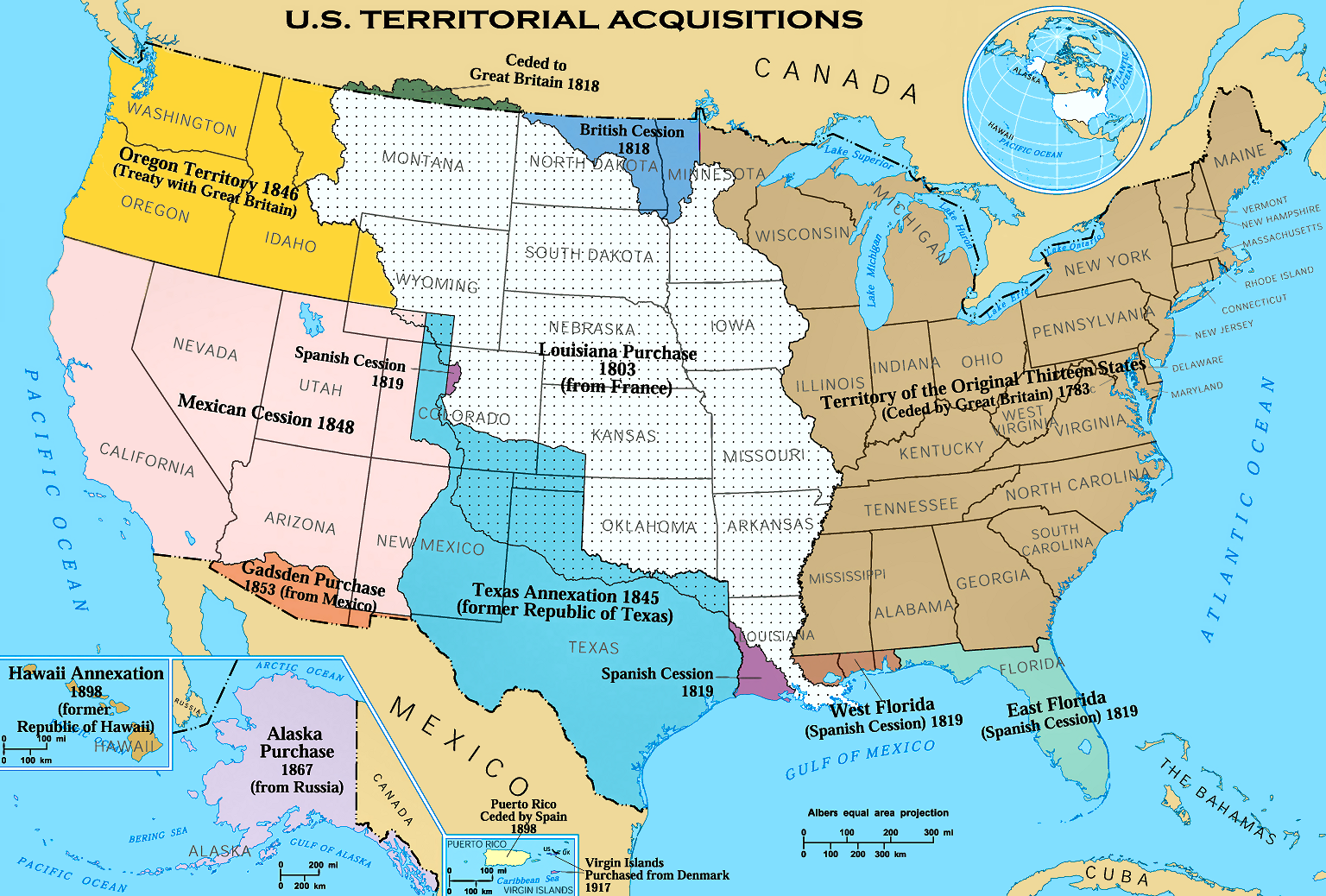
미국의 영토 확장 지도

미국과 그레이트브리튼 아일랜드 연합 왕국 사이에 어업과 국경 그리고 노예의 복귀에 관한 회담은 런던 회담, 1818년 영미 회담 또는 간단하게 1818년 조약이라고 알려져 있다. 이것은 1818년 미국과 영국 사이에 조인된 조약이며, 당시 두 나라간 국경 문제를 결정하고, 영국과 캐나다의 역사에서 허드슨 베이 회사의 컬럼비아 지구로 알려진 오리건 국에 대한 공동 점유와 거주지를 허용하게 했다. 그리고 뉴칼레도니아에 대한 남쪽 부분을 포함하고 있었다.
이 조약으로 미국에 대한 최종 영구 영토 손실을 기록하였으며, 49도선 이상의 오늘 날 앨버타주 남부의 밀크강으로 알려진 루이지애나 준주의 최북단을 확정했다. 영국은 49도선 이하의 모든 루퍼츠랜드와 레드 강 식민지를 포함한 로키산맥 서쪽을 할양했다.

## 같이 보기
- 아담스-오니스 조약 1819년
- 오리건 국경 분쟁
- 과달루페-이달고 조약 1848년
- 개즈던 매입 1853년